# 의성신원록 불천위 사당
의성신원록 불천위 사당은 대한민국 경상북도 의성군 의성읍 팔성리 812-1에 있는 사당이다. 2017년 8월 1일 의성군의 문화유산 제39호로 지정되었다.

## 개요
본 사당은 부모에 대한 효행이 조정에 알려져『속삼강행실(續三綱行實)』에 실려 그가 살던 마을에 효자문이 세워지고 통정대부, 호조 참의에 추서 및 장대서원에 배향된신원록을 매년 음력 2월 중정일에 제향하는 곳이다.
회당 신원록 종가는 불천위를 모시고 있다. 효를 실천했던 회당은 업유재를 창건, 빙계서원의 전신인 장천서원을 14년 만에 건립, 윤상을 위한 향약도 새로이 제정하는 등 16세기 문향으로서 의성의 중흥을 일군 선비이었다. 그의 효행과 학행이 빛났거니와 널리 알려져서 1603년에는 복호의 은전이 내려졌으며, 1615년에는 정려가 내려지고 통정대부 호조참의에 증직되고 『속삼강행실』에 실렸으며, 1656년에는 그 정려각이 지어졌고 당시 의성 현령 안응창이 향사례를 지냈다. 이 정려각은 현재 경상북도 의성군 문화유산 제1호이다. 또한 1988년 그의 사적비가 세워졌고 비문은 벽사 이우성이 지었다. 회당가의 덕업은 충효라는 옷을 입고 의리라는 맛있는 음식을 만끽하며 위기지학을 실행한 것이었다.